# Хигасинарусе
Хигасинарусе (яп. 東成瀬村 Хигасинарусэ-мура) — село в Японии, находящееся в уезде Огати префектуры Акита. Площадь села составляет 203,57 км², население — 2704 человека (1 августа 2014), плотность населения — 13,28 чел./км².

## Географическое положение
Село расположено на острове Хонсю в префектуре Акита региона Тохоку. С ним граничат города Юдзава, Йокоте, Курихара, Итиносеки, Осю и посёлок Нисивага.

## Население
Население села составляет 2704 человека (1 августа 2014), а плотность — 13,28 чел./км². Изменение численности населения с 1980 по 2005 годы:
| 1980 | 4011 чел. |  |
| 1985 | 3818 чел. |  |
| 1990 | 3734 чел. |  |
| 1995 | 3568 чел. |  |
| 2000 | 3390 чел. |  |
| 2005 | 3180 чел. |  |

## Символика
Деревом села считается криптомерия, цветком — Lilium auratum, птицей — Syrmaticus soemmerringii.